# Jabłuniwka (rejon łochwicki)
Jabłuniwka (ukr. Яблунівка) – wieś na Ukrainie, w obwodzie połtawskim, w rejonie łochwickim, nad Sułycią. W 2001 roku liczyła 302 mieszkańców.